# برایان ام بانگو
برایان ام بانگو (انگلیسی: Bryan M'Bango؛ زادهٔ ۱۳ فوریهٔ ۱۹۹۱) بازیکن فوتبال اهل فرانسه است.
از باشگاه‌هایی که در آن بازی کرده‌است می‌توان به باشگاه فوتبال باستیا اشاره کرد.